# Nederlandse kampioenschappen zwemmen 1950

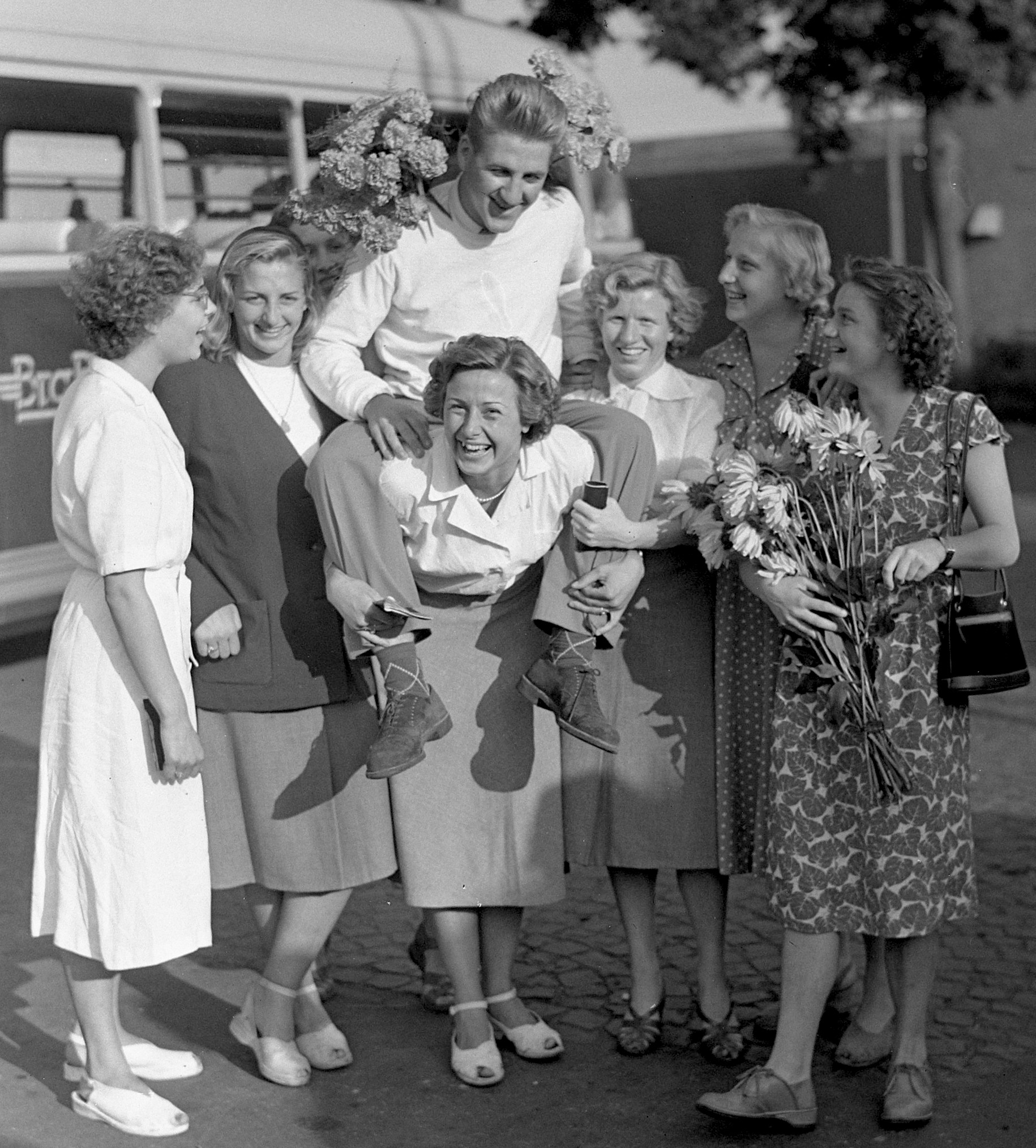
De Nederlandse zwemmers op de Europese kampioenschappen

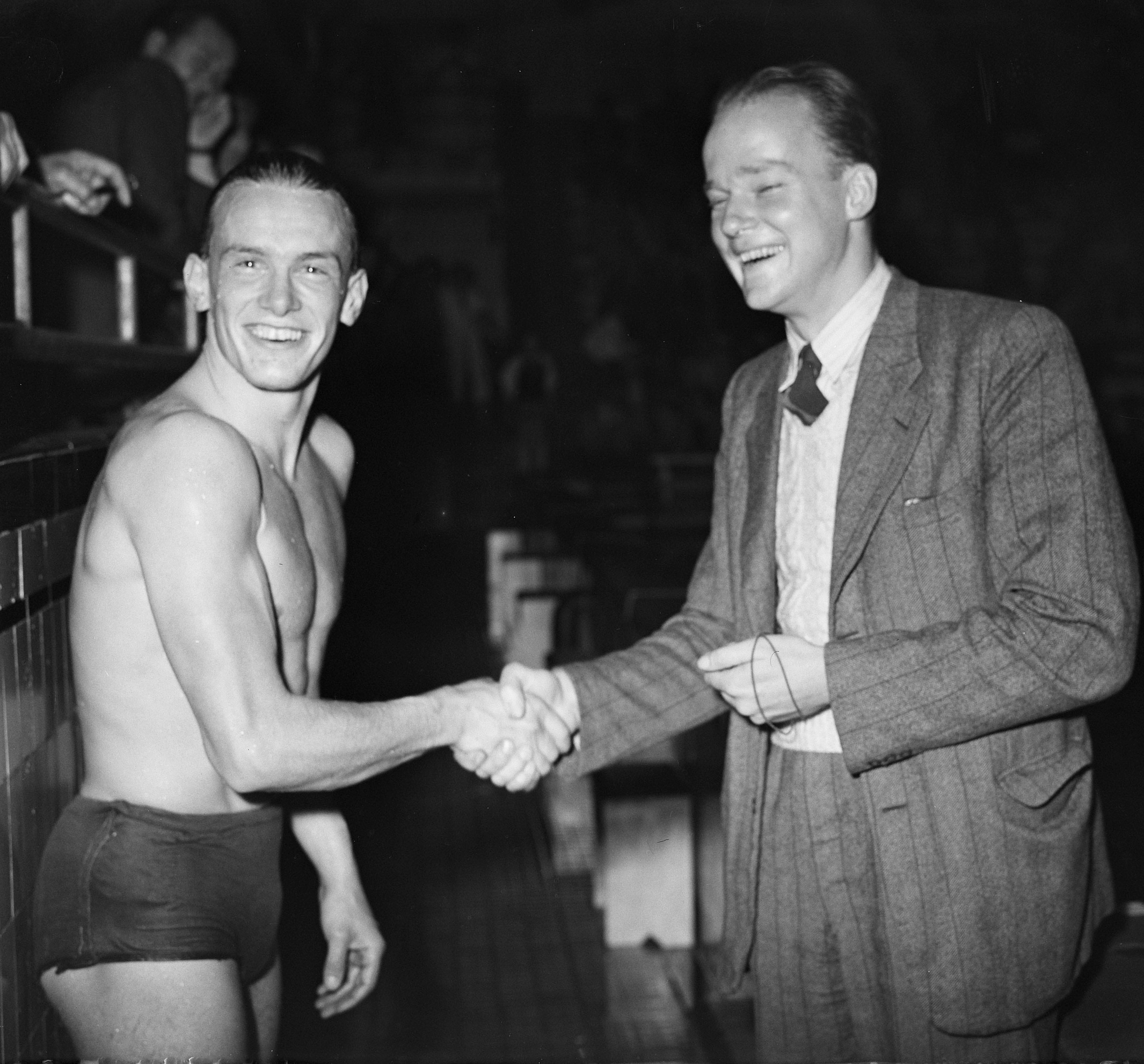
Kees Hoving feliciteert Joris Tjebbes met een nieuw record in oktober 1950

De Nederlandse kampioenschappen zwemmen 1950 werden gehouden op 4, 5 en 6 augustus 1950 in Utrecht, Nederland.
Geertje Wielema en Irma Schuhmacher tikten nagenoeg gelijktijdig aan bij de finish van de 400 meter vrije slag, Wielema werd met 'een vingerdikte' als winnaar uitgeroepen. De Zian-beker werd met 31 punten gewonnen door de Rotterdamsche Dames Zwemclub.
Deze kampioenschappen waren tevens de selectiewedstrijden voor de aankomende Europese kampioenschappen in Wenen. Door een geschil tussen de KNZB en de zwemclub De Robben werden de Robben-zwemmers echter niet afgevaardigd naar de EK.

## Zwemmen

### Mannen
| Afstand:           | Goud:                                                             | Tijd    | Zilver:                        | Tijd    | Brons:              | Tijd    |
| 100 m vrije slag   | Joris Tjebbes HPC                                                 | 1.00,2  | Gerrit Bijlsma Haarlem         | 1.02,0  | Ad Boxem Alkmaar    | 1.02,7  |
| 400 m vrije slag   | Joris Tjebbes HPC                                                 | 5.01,8  | Rinus van Daatselaar De Robben | 5.02,7  | Joop Cabout GZC     | 5.05,1  |
| 1500 m vrije slag  | Rinus van Daatselaar De Robben                                    | 20.42,0 | Wim Beyderwellen GZC           | 20.42,6 | Joop Cabout GZC     | 20.47,5 |
| 100 m rugslag      | Kees Kievit Aegir                                                 | 1.09,9  | Ton Bijkerk HVGB               | 1.13,0  | Ben Arons De Robben | 1.14,2  |
| 200 m schoolslag   | Hans Kelder De Robben                                             | 2.47,1  | Daan Buijze HZ&PC              | 2.48,8  | Bob Bonte ZAR       | 2.49,0  |
| 4x200 m vrije slag | HZ&PC Max van Gelder Daan Buijze Onno Rademaker Coen Schlingemann | 9.50,4  | De Robben Rinus van Daatselaar | 9.50,9  | Haarlem             | 10.05,3 |

### Vrouwen
| Afstand:           | Goud:                                                              | Tijd   | Zilver:               | Tijd   | Brons:               | Tijd   |
| 100 m vrije slag   | Marie-Louise Vaessen ZON                                           | 1.06,8 | Irma Schuhmacher RDZ  | 1.06,9 | Hannie Termeulen HDZ | 1.09,4 |
| 400 m vrije slag   | Geertje Wielema De Robben                                          | 5.27,0 | Irma Schuhmacher RDZ  | 5.27,0 | Hannie Termeulen HDZ | 5.42,4 |
| 100 m rugslag      | Geertje Wielema De Robben                                          | 1.13,8 | Ria van der Horst RDZ | 1.15,9 | Greetje Galliard ADZ | 1.17,3 |
| 200 m schoolslag   | Jannie de Groot ADZ                                                | 2.59,7 | Lies Bonnier Aegir    | 3.00,4 | Nel Garritsen RDZ    | 3.01,1 |
| 4x100 m vrije slag | RDZ Irma Schuhmacher Ans Massaar Ria van der Horst Dini Verstappen | 4.45,8 | De Robben             | 4.58,0 | HDZ                  | 5.01,6 |

## Schoonspringen

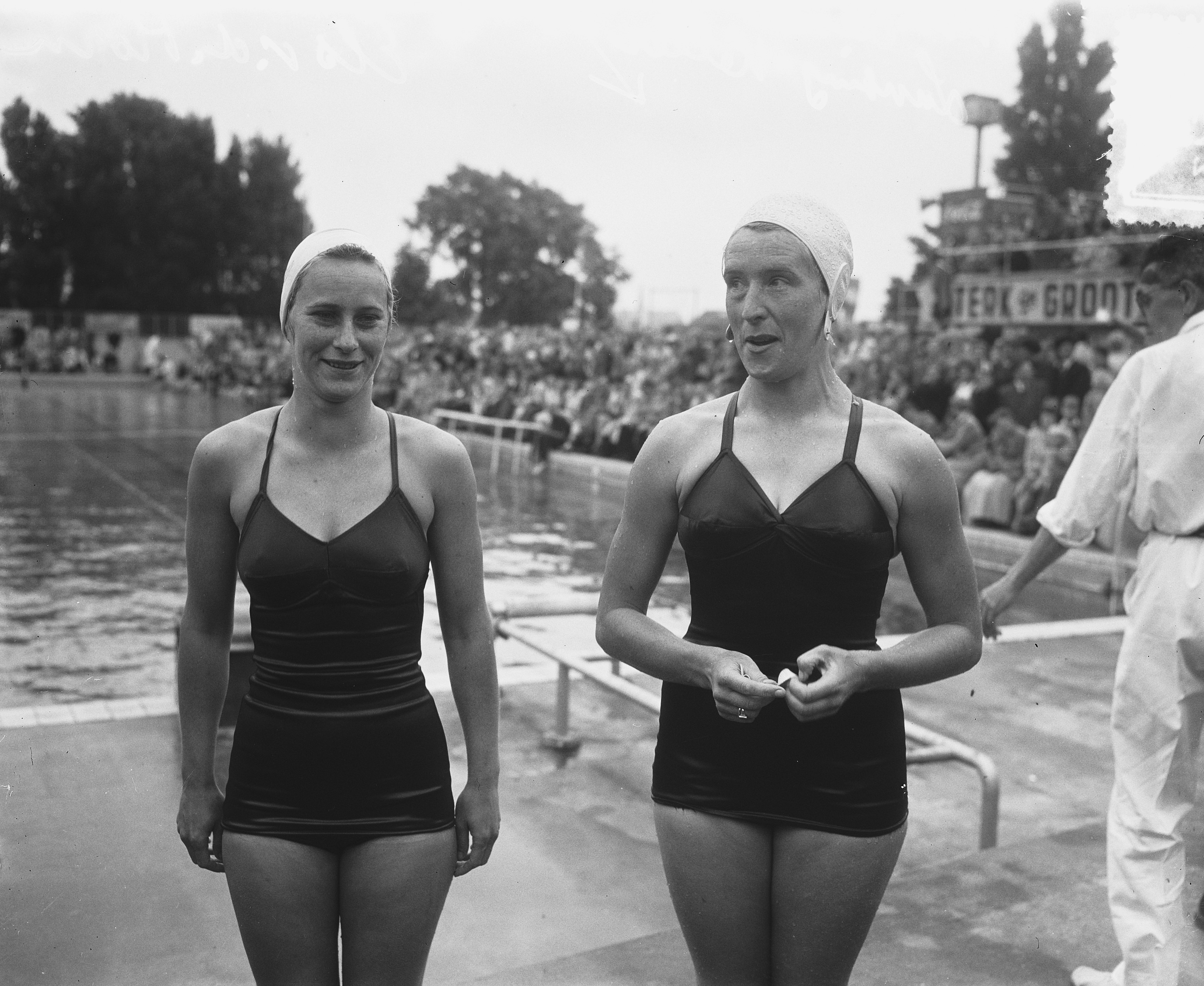
Els van den Horn en Lenie Lanting-Keller

### Mannen
| Onderdeel: | Goud:              | Score  | Zilver:           | Score  | Brons:             | Score  |
| 3 m plank  | Wim Kettler AZ '70 | 146,35 | Henk de Haas PVSB | 123,53 | Jan van Moll Aegir | 122,63 |

### Vrouwen
| Onderdeel: | Goud:                    | Score  | Zilver:        | Score  | Brons:                 | Score  |
| 3 m plank  | Lenie Lanting-Keller HDZ | 132,13 | Coby Floor ADZ | 121,03 | Els van den Horn Het Y | 118,48 |

Langebaan (50 meter):

1920 ·
1921 ·
1922 ·
1923 ·
1924 ·
1925 ·
1926 ·
1927 ·
1928 ·
1929 ·
1930 ·
1931 ·
1932 ·
1933 ·
1934 ·
1935 ·
1936 ·
1937 ·
1938 ·
1939 ·
1940 ·
1941 ·
1942 ·
1943 ·
1944 ·
1945 ·
1946 ·
1947 ·
1948 ·
1949 ·
1950 ·
1951 ·
1952 ·
1953 ·
1954 ·
1955 ·
1956 ·
1957 ·
1958 ·
1959 ·
1960 ·
1961 ·
1962 ·
1963 ·
1964 ·
1965 ·
1966 ·
1967 ·
1968 ·
1969 ·
1970 ·
1971 ·
1972 ·
1973 ·
1974 ·
1975 ·
1976 ·
1977 ·
1978 ·
1979 ·
1980 ·
1981 ·
1982 ·
1983 ·
1984 ·
1985 ·
1986 ·
1987 ·
1988 ·
1989 ·
1990 ·
1991 ·
1992 ·
1993 ·
1994 ·
1995 ·
1996 ·
1997 ·
1998 ·
Amersfoort 1999 ·
Drachten 2000 ·
Eindhoven 2001 ·
Amersfoort 2002 ·
Amsterdam 2003 ·
Amsterdam 2004 ·
Amsterdam 2005 ·
Eindhoven 2006 ·
Amsterdam 2007 ·
Eindhoven 2008 ·
Eindhoven 2009 ·
Eindhoven 2010 ·
Eindhoven juni 2011 ·
Eindhoven december 2011 ·
Amsterdam 2012 ·
Eindhoven 2013 ·
Eindhoven 2014 ·
Eindhoven 2015 ·
Eindhoven 2016 ·
Eindhoven 2017 ·
Amersfoort 2018 ·
Amersfoort 2019 ·
2020 ·
2021 ·
Amersfoort 2022 ·
Amersfoort 2023 ·
Amersfoort 2024

Kortebaan (25 meter):

1980 ·
1981 ·
1982 ·
1983 ·
1984 ·
1985 ·
1986 ·
1987 ·
1988 ·
1989 ·
1990 ·
1991 ·
1992 ·
1993 ·
1994 ·
1995 ·
1996 ·
1997 ·
's-Hertogenbosch 1998 ·
Nieuwegein 1999 ·
Nieuwegein 2000 ·
Alphen aan den Rijn 2001 ·
Eindhoven 2002 ·
Drachten 2004 ·
Amsterdam 2005 ·
Drachten 2006 ·
Amsterdam 2007 ·
Amsterdam 2008 ·
Amsterdam 2009 ·
Amsterdam 2010 ·
Amsterdam 2012 ·
Dordrecht 2013 ·
Tilburg 2014 ·
Tilburg 2015 ·
Hoofddorp 2016 ·
Hoofddorp 2017 ·
Tilburg 2018 ·
Tilburg 2019 ·
2020 ·
Den Haag 2021 ·
Den Haag 2022 ·
Den Haag 2023